# Stanislav Langr
Stanislav Langr (13. srpna 1902 Žamberk – 20. září 1944 Drážďany) byl český příslušník komunistického odboje v období druhé světové války popravený nacisty.

## Život

### Před druhou světovou válkou
Stanislav Langr se narodil 13. srpna 1902 v Žamberku jako prvorozený syn v rodině Václava a Filomeny Langrových. Otec byl učitelem místní košíkářské školy. Vystudoval Umělecko-průmyslovou školu v Praze a živil se jako kreslič vzorků v textilních podnicích. V roce 1931 se oženil a v roce 1933 přestěhoval do Červeného Kostelce, kde začal pracovat v místní Textilní akciové společnosti jako úředník.

### Druhá světová válka
Po německé okupaci se Stanislav Langr v lednu 1943 zapojil do komunistického protinacistického odboje, kdy se stal zástupcem vedoucího místní buňky Františka Zítka, a účastnil se získávání nových členů a produkce a rozšiřování ilegálních tiskovin. Za svou činnost byl díky nasazeným konfidentům 28. dubna 1943 zatčen gestapem. Vězněn byl na několika místech mj. v Terezíně. Dne 22. června 1944 byl v Drážďanech společně s Františkem Zítkem a Robertem Hruškou odsouzen lidovým soudem vedeným Martinem Stierem k trestu smrti a 20. září téhož roku popraven gilotinou.

## Posmrtné upomínky
- Po Stanislavu Langrovi je pojmenována jedna z ulic v Červeném Kostelci